# Weberbauera peruviana
Weberbauera peruviana là một loài thực vật có hoa trong họ Cải. Loài này được (DC.) Al-Shehbaz mô tả khoa học đầu tiên năm 2004.